# Daihatsu Applause
El Daihatsu Applause fue un automóvil compacto fabricado por la japonesa Daihatsu desde 1989 hasta 2000. Lo más notable fue el inusual estilo de su carrocería, ya que, a pesar de que aparentaba ser un sedán de cuatro puertas, técnicamente tenía cinco, con una puerta trasera que se levantaba completamente para acceder a un maletero de 412 litros (108,8 galAm) de capacidad.

## Antecedentes
Debido a que Daihatsu se estableció como la marca especializada en automóviles pequeños del grupo Toyota, los vehículos compactos fueron los más comercializados por la compañía. Al sustituir al Charmant, la empresa decidió intentar apostar por algo único en el mercado, aprovechando la preferencia del consumidor por los sedán y, al mismo tiempo, ofreciendo la flexibilidad y conveniencia de una carrocería de cinco puertas.

## Historia

### Problemas iniciales
En su primer año en el mercado, la reputación del Applause se vio empañada por los ampliamente divulgados incidentes de gasolina saliendo a chorros bajo la excesiva presión de aire de las gasolineras, lo cual podría haber causado serios accidentes. Daihatsu solucionó este problema a partir del modelo de 1990, el cual fue llamado Applause Theta, para poner de relieve la mejoría.

### Más historia
En 1992, el Applause fue ligeramente renovado, con una sutil alteración en el frente y su parte trasera, además de un pequeño aumento de longitud. La denominación "Theta" fue abandonada. La versión con carburador dejó de estar disponible. En 1994 dejó de producirse la versión con tracción en las cuatro ruedas y nuevamente su apariencia y tamaño sufrieron ligeras alteraciones.

### La gran renovación
Aunque se puede decir que el Applause tenía un diseño muy moderno y estaba por lo menos a la par con la competencia en términos de tamaño en 1989, después de siete años en el mercado comenzó a parecer algo anticuado y bastante más pequeño que los nuevos automóviles compactos. Daihatsu consideró económicamente injustificable sustituir el Applause por un nuevo modelo, por lo que le dio al coche una gran remodelación, con la esperanza de revivir las debilitadas ventas. 
El renovado Applause debutó en el 57.º Salón del Automóvil de Fráncfort con un cambio total en el frente y la parte trasera, que le dieron un aspecto mucho más "formal", además de un ligero aumento de longitud, aunque en otros aspectos, como en su capacidad de carga, permaneció igual que en las versiones anteriores.
A pesar de los cambios, las ventas no aumentaron, por lo que su fabricación se suspendió por completo en mayo de 2000, sin ningún reemplazo directo para el mercado de exportación. En Japón, el Daihatsu Altis, que fue, en esencia, un Toyota Camry con una nueva insignia, asumió el papel del sedán más grande de Daihatsu.

## Datos técnicos

### Tren de conducción
El Applause tenía un esquema "FF", es decir, el motor en la parte delantera y la tracción en las ruedas delanteras también. Durante algún tiempo, además, se comercializó una versión con tracción en las cuatro ruedas.

### Motor
Daihatsu HD 4 cilindros en línea SOHC de 1589 cc
| Código | Sistema de combustible | Potencia máxima        | Par máximo           | Años |
| ------ | ---------------------- | ---------------------- | -------------------- | --- |
| HD-F   | Carburador             | 97 CV (71 kilovatios)  |                      | 1989-1992 (mercado doméstico) cara de naipe                                                                  |
| HD-F   | Carburador             | 91 CV (67 kilovatios)  |                      | 1989-1992 (mercado europeo)                                                                                  |
| HD-E   | Inyección electrónica  | 120 CV (88 kilovatios) | 140 N·m (103 lb·pie) | 1989-2000 (mercado doméstico, ratio de compresión incrementado en 1997)                                      |
| HD-E   | Inyección electrónica  | 90 CV (66 kilovatios)  | 123 N·m (91 lb·pie)  | 1992-1997 (mercados de exportación)                                                                          |
| HD-E   | Inyección electrónica  | 105 CV (77 kilovatios) | 134 N·m (99 lb·pie)  | 1992-1997 (mercados de exportación, FWD o AWD)                                                               |
| HD-E   | Inyección electrónica  | 99 CV (73 kilovatios)  | 138 N·m (102 lb·pie) | 1997-2000 (mercados de exportación - sustituyó los motores anteriores, aumentando la relación de compresión) |

### Transmisión
- Manual de 5 velocidades (no disponible con 120 CV (88 kilovatios) después de 1997)
- Automática de 3 velocidades 105 CV (77 kilovatios), configuración FWD)
- Automática de 4 velocidades 97 CV (71 kilovatios), 120 CV (88 kilovatios), configuración FWD)

- Datos: Q945485
- Multimedia: Daihatsu Applause / Q945485